# Mas Perdut
El Mas Perdut és un mas situat al municipi de Santa Oliva a la comarca catalana del Baix Penedès. En la finca des del 1981 s'hi elaboren vins i caves.

## Història
La finca, dedicada al conreu mediterrani: vinya, oliveres, ametllers i garrofers, fou heretada el 1868 per Anton Rossell Mestre. Amb l'arribada de la fil·loxera el 1892, i la destrucció de la vinya, el conreu es transforma en cereal, cotó i tabac. Amb la Guerra Civil són destruïts els conreus i la masia. El 1941 Anton Rossell Forcada comença a recuperar la finca, i el 1961, juntament amb el seu fill Josep Mª Rosell Solé tornen a plantar la vinya. El 1981 tota la família es trasllada a viure a la finca, i Josep Mª Rosell Salvó modernitza el conreu de la vinya. A partir del 2010, Josep Mª Rosell Gracia, cinquena generació, inicia el projecte d'elaboració de vins.